# Ian Schölzel

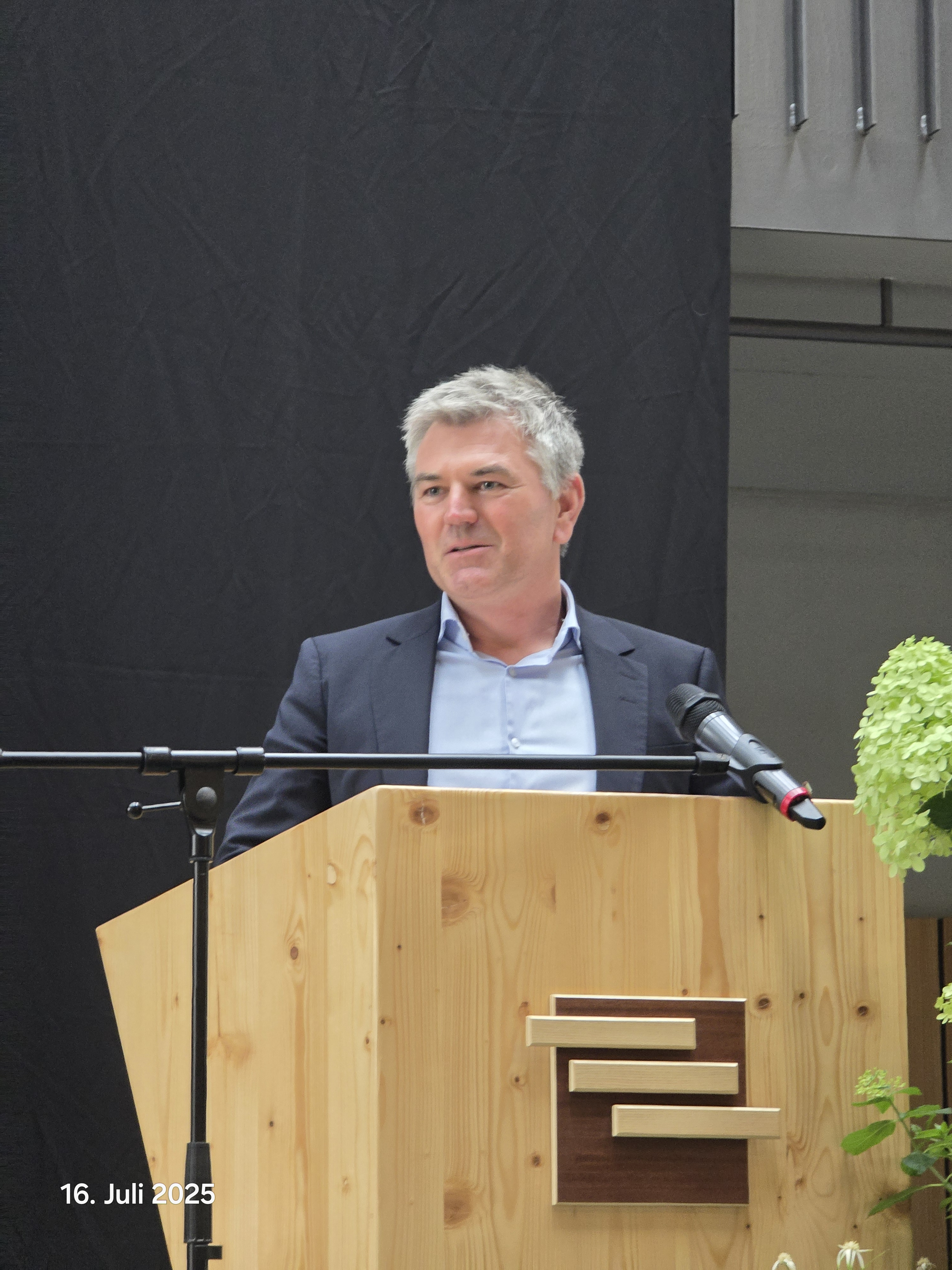
Ian Schölzel in der Richard-von-Weizsäcker-Schule in Öhringen (2025)

Ian Vincent Schölzel (* 1976 in Backnang) ist ein deutscher Politiker (Freie Wähler). Er ist seit 2024 Landrat des Hohenlohekreises. Zuvor war er von 2007 bis 2022 Bürgermeister von Weissach im Tal.

## Leben
Schölzel wuchs in Kirchberg an der Murr auf und legte das Abitur am Max-Born-Gymnasium Backnang ab. Anschließend leistete er Zivildienst in der Schwerstbehindertenbetreuung und im Mobilen Dienst bei der Arbeiterwohlfahrt. Er studierte gehobenen Verwaltungsdienst an der Hochschule für öffentliche Verwaltung und Finanzen Ludwigsburg und schloss das Studium als Diplom-Verwaltungswirt (FH) ab. Nach Abschluss seines Studiums war er zunächst Leiter des Haupt- und Ordnungsamts in Walheim sowie in Wiernsheim.
2007 wurde Schölzel mit 85,8 Prozent der Stimmen zum Bürgermeister von Weissach im Tal gewählt. 2015 wurde er mit 98,2 Prozent der Stimmen und ohne Gegenkandidat für eine zweite Amtszeit wiedergewählt.
Im Dezember 2021 wurde Schölzel mit 26 von 29 Stimmen vom Gemeinderat zum Ersten Bürgermeister von Waiblingen gewählt. Er trat das Amt 17. März 2022 an.
Am 21. Februar 2024 wurde er mit 30 von 42 Stimmen vom Kreistag zum Landrat des Hohenlohekreises gewählt. Er folgte Matthias Neth (CDU) nach und trat das Amt am 1. Mai 2024 an.
Schölzel ist verheiratet und Vater dreier Kinder.